# Jack White (Musikproduzent)

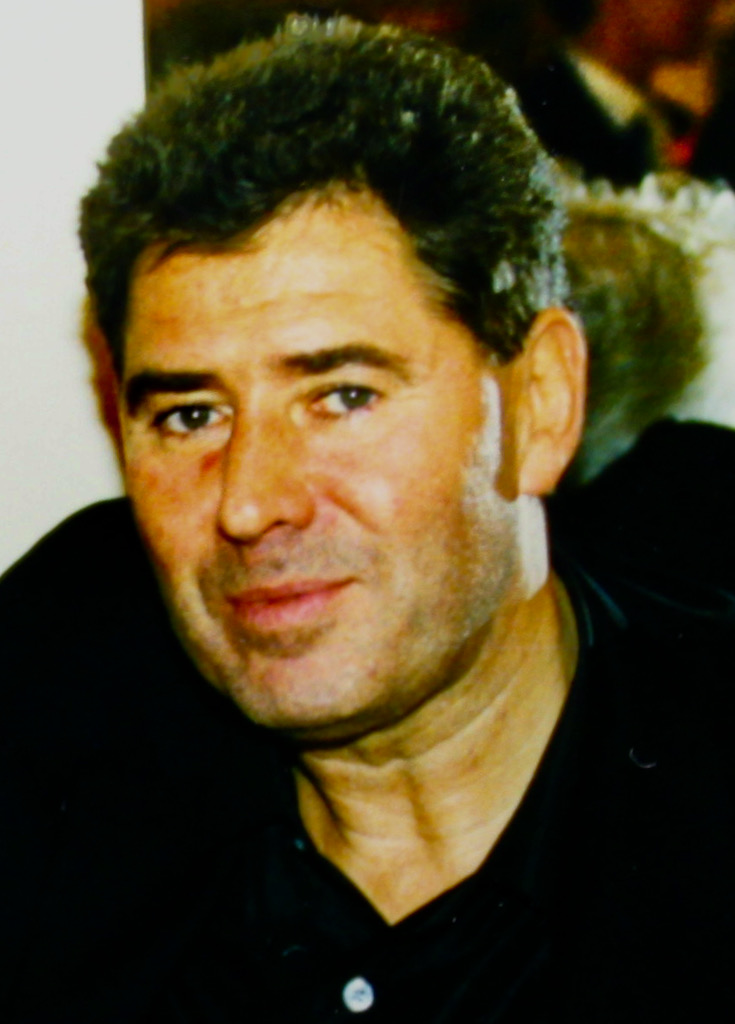
Jack White

Jack White, bürgerlich Horst Nußbaum (* 2. September 1940 in Köln), ist ein ehemaliger deutscher Fußballspieler, Komponist und späterer Musikproduzent.
Er schrieb in den 1970er und 1980er Jahren bekannte Lieder für Tony Marshall (Schöne Maid), Jürgen Marcus (Eine neue Liebe ist wie ein neues Leben), Andrea Jürgens (… und dabei liebe ich euch beide), Lena Valaitis (So wie ein Regenbogen) und Renate und Werner Leismann (Ein Schlafsack und eine Gitarre). Außerdem arbeitete er mit Tina York, Ireen Sheer, Roland Kaiser, Hansi Hinterseer, Nina & Mike, Roberto Blanco wie auch mit bekannten ausländischen Künstlern zusammen. So war er als Produzent von Paul Anka, Engelbert, Tony Christie und David Hasselhoff auch international erfolgreich und erklomm sogar die Top Ten der US-Charts mit den Welthits Gloria und Self Control, beide gesungen von Laura Branigan. Auch When the Rain Begins to Fall mit Jermaine Jackson & Pia Zadora war sehr erfolgreich.

## Sportliche Karriere

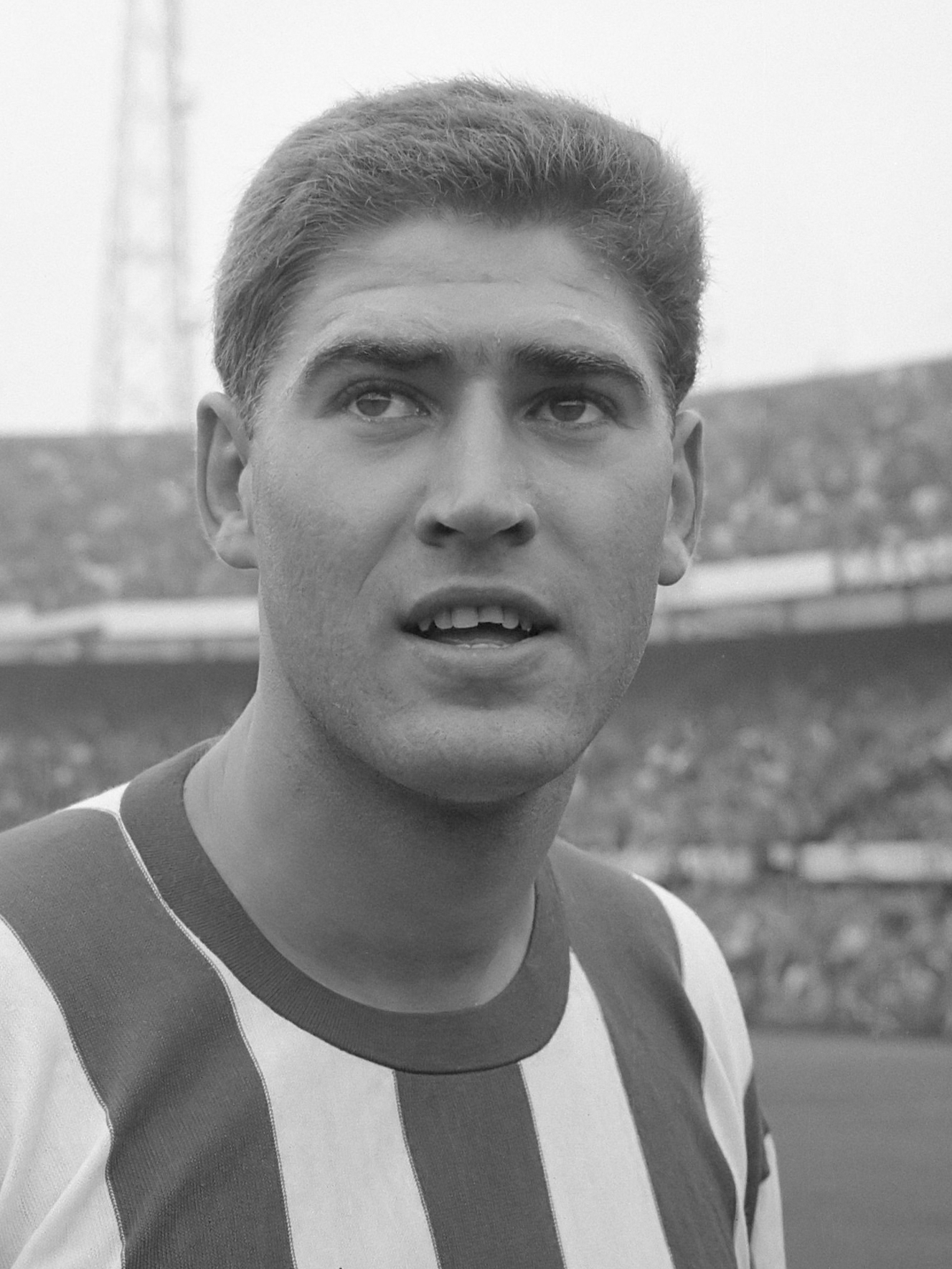
Horst Nußbaum als Fußballspieler im Trikot der PSV Eindhoven (1965)

Geboren als Sohn eines Metzgers, begann Nußbaum in der Jugendabteilung des SC Viktoria Köln mit dem Fußballspielen. Dort wurde er von Hennes Weisweiler, bei Viktoria von 1958 bis 1964 Trainer, entdeckt und spielte von 1961 bis 1963 für die Oberligamannschaft der Kölner. 1963/64 war er Spieler des FK Pirmasens, später für den TSC Zweibrücken und abschließend in der Saison 1965/66 für die PSV Eindhoven in der niederländischen Eredivisie. Danach war er als Amateurspieler auf der Position des Liberos noch bis 1976 für Tennis Borussia Berlin tätig. Einmal – im DFB-Pokal 1976/77 – half er bei den Profis von TeBe aus.
Er war der erste Trainer der Frauenfußball-Abteilung von Tennis Borussia und von 1992 bis 1997 Präsident des Vereins, den er finanziell unterstützte. Mit dem Abstieg der Frauen aus der 2. Bundesliga beendete er auch sein Engagement in Berlin.

## Musikalische Karriere
Im Jahre 1967 brachte er die erste von 15 eigenen Platten heraus, war allerdings als Sänger unter dem Pseudonym Jack White erfolglos. In der Folge verlegte er sich aufs Komponieren und Produzieren. Während der 1970er Jahre schrieb er etwa 1000 Lieder. Er verfasste für die deutsche Fußballnationalmannschaft den Song Fußball ist unser Leben anlässlich der Weltmeisterschaft 1974.
White erhielt mehr als 400 Gold- und Platin-Auszeichnungen, 1976 erhielt er für 100 Millionen verkaufte Tonträger eine Diamant-Schallplatte. Zu seinen bekannten Kompositionen gehört das Lied Looking for Freedom, das vor allem durch die von David Hasselhoff gesungene Version bekannt wurde.
Nachdem White anfangs für verschiedene Plattenfirmen als Produzent tätig gewesen war, erschienen ab der zweiten Hälfte der 1970er Jahre seine Produktionen (von Andrea Jürgens, Lena Valaitis oder Tony Marshall) nahezu ausschließlich bei der Münchener Plattenfirma Ariola-Eurodisc GmbH. Im Jahre 1987 etablierte er seine eigene Musikproduktionsfirma White Records, die weiterhin der zwischenzeitlich in BMG Ariola München GmbH umbenannten Major Company angeschlossen war.
Im September 1999 gründete White in Berlin die Jack White Productions AG, bei der er zeitweilig Vorsitzender des Vorstandes war. Die Firma White Records wurde in die JWP AG eingegliedert. Der Umsatz der Aktiengesellschaft Jack White Productions lag bereits 1999 bei 4,8 Mio. DM und konnte im Jahr 2000 auf 7,4 Millionen DM verbessert werden. Das nur mit acht Mitarbeitern auskommende Unternehmen hielt zu diesem Zeitpunkt durch Zukäufe die Rechte an 12.000 Titeln und strebte eine Katalogerweiterung auf 75.000 bis 100.000 Titel an.
2004 arbeitete Jack Whites Plattenfirma mit Künstlern wie Ira Losco (I’m in Love Again) und Wonderwall (Come Along) zusammen, konnte aber nicht an vergangene Erfolge anknüpfen. Als Produzent von Hansi Hinterseer begeisterte er seit 1994 hingegen Freunde volkstümlicher Musik. Er entdeckte auch die junge israelische Sängerin Liel Kolet. 2005 gelang der Jack White Productions AG (über die Beteiligung am puerto-ricanischen Label VI Music) mit dem Künstler Daddy Yankee und seinem Hit Gasolina ein weltweiter Top-Ten-Hit.
Am 1. August 2007 wurde Jack White von der Jack White Productions im Streit entlassen. White verlor damit sämtlichen Einfluss auf die nach ihm benannte AG und die Musikproduktion White Records sowie auf den gesamten Katalog der von ihm für diese Firma produzierten Aufnahmen. Um auch den Namen „White“ aus der Firmenbezeichnung zu eliminieren, wurde die AG einige Zeit später in „7days Music Entertainment AG“ umbenannt. Zu Beginn des Jahres 2008 stieg White mit der Gründung der Firma Gloriella Music erneut in das Musikproduktions- und Tonträgergeschäft ein.
In der Sendung Das Fest der Besten mit Florian Silbereisen gab er 2014 bekannt, dass er seine Karriere beenden werde, was er am 31. Mai 2014 mit einem Auftritt in Silbereisens Sendung Das Sommerfest am See tat.

## Privatleben
Nach 17 gemeinsamen Jahren trennte sich Ehefrau Janine, eine ehemalige Reporterin, die mit zehn Prozent an Jack Whites Aktiengesellschaft beteiligt war, im Januar 2010 von Jack White. Sie haben zwei Kinder – aus seinen beiden früheren Ehen gingen drei Kinder hervor. Am 18. Dezember 2015 heiratete er in vierter Ehe die 44 Jahre jüngere Russlanddeutsche Rafaella. Im Alter von 78 Jahren wurde White im März 2019 Vater des gemeinsamen Sohnes Maximilian Noah. Im Alter von 83 Jahren wurde White am 30. Oktober 2023 Vater der gemeinsamen Tochter Angelina Melody.

## Filmografie (Auswahl)
- 1972: Heute hau’n wir auf die Pauke
- 1978: Der Tiefstapler
- 1979: Solo für zwei Superkiller (auch Produzent)

## Auszeichnungen
- smago! Award
  - 2014: in der Kategorie „Lifetime Achievement Award“